# Anne Panter

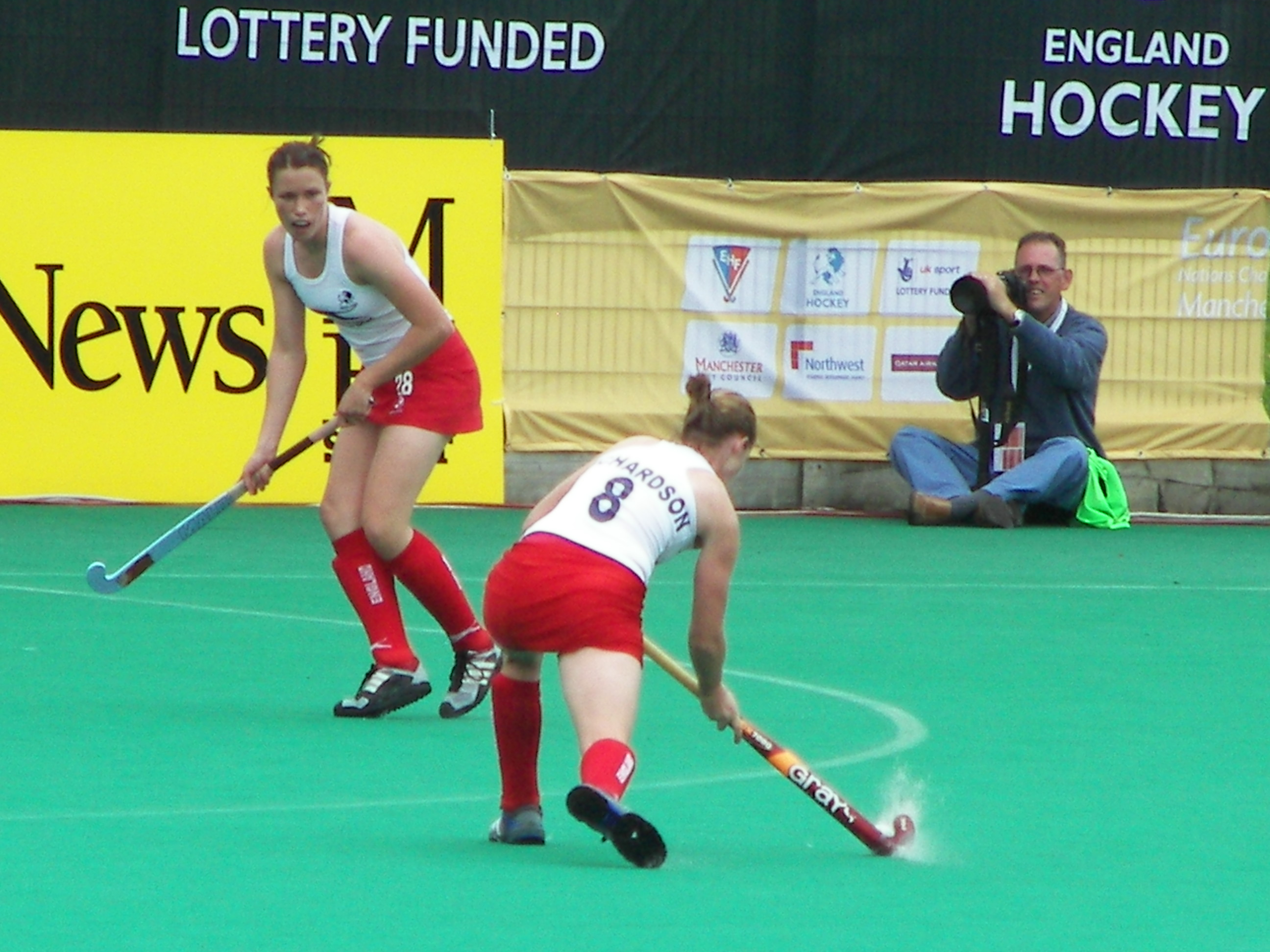
Anne Panter (links) und Helen Richardsson 2007 im Länderspiel gegen Spanien

Michelle Anne Panter (* 28. Januar 1984 in Kettering) ist eine ehemalige britische Hockeyspielerin. Sie war Olympiadritte 2012 sowie Europameisterschaftsdritte 2007 und 2011.

## Sportliche Karriere
Anne Panter studierte Mathematik und Wirtschaft an der University of Nottingham.
Panter debütierte bereite 2002 in der englischen Nationalmannschaft. Bei der Weltmeisterschaft in Perth wurden die Engländerinnen Fünfte, Panter war in fünf von neun Spielen dabei.
Bei der Europameisterschaft 2007 in Manchester gehörte Panter zum Kader. Die Engländerinnen unterlagen im Halbfinale der deutschen Mannschaft, im Spiel um den dritten Platz besiegten sie die Spanierinnen mit 3:2. Bei den Olympischen Spielen 2008 in Peking belegte die britische Mannschaft in der Vorrunde den dritten Platz. Im Spiel um den fünften Rang gegen die Dritten der anderen Vorrundengruppe, die Australierinnen, verloren die Britinnen mit 0:2. Anne Panter war in allen sechs Spielen dabei, ihr einziges Tor erzielte sie beim 2:1 gegen die Japanerinnen.
Nach längerer Verletzungspause war Anne Panter bei der Europameisterschaft 2011 in Mönchengladbach wieder in der englischen Mannschaft. Die Engländerinnen verloren im Halbfinale gegen die Niederländerinnen, das Spiel um den dritten Platz gewannen sie mit 2:1 gegen die Spanierinnen. 2012 war London der Austragungsort des Olympischen Turniers. Die britische Mannschaft belegte in der Vorrunde den zweiten Platz hinter den Niederländerinnen. Im Halbfinale unterlagen die Britinnen den Argentinierinnen mit 1:2. Das Spiel um Bronze gegen die Mannschaft Neuseelands gewannen die Britinnen mit 3:1. Anne Panter wirkte in allen sieben Spielen mit, erzielte aber kein Tor.